# فاصدة
الفاصِدة (باللاتينية: Phlebotomus) (ج.: فواصد) جنس من الحشرات، تنتمي إلى تحت عائلة الفواصد من فصيلة فراشيات المظهر في رتبة ذوات الجناحين. تنتشر في المناطق المدارية وشبه المدارية من العالم القديم.

## المصطلح والالتباس المحتمل
كلمة «فاصدة» ترجمة حرفية لاسم الجنس اللاتيني، من الجذرين الإغريقيين phlebo- (وريد) و tom- (يبضع)، أي بضع الوريد أو الفصد. من التسميات الخاطئة الشائعة ذبابة الرمل، وهي ترجمة للخطأ الشائع أيضاً (بالإنجليزية: sand fly)‏، التي تشمل عدداً من أجناس تنتمي إلى فصائل مختلفة في رتبة ذوات الجناحين.
صيغة الجمع، «فواصد»، تُستخدم أيضاً للإشارة إلى تحت عائلة الفواصد (باللاتينية: Phlebotominae).

## المورفولوجيا
طول الحشرات الكهلة 1.5—3 مم، ولونها ضارب إلى الصفرة، ولها عينان سوداوان واضحتان. يغطي جسمها وأرجلها وجناحيها وبر. جناحاها بيضاويتان مبضعيتا الشكل، في وضع الراحة منتصبتان. الصدر أحدب.

## دورة الحياة
التطور كامل. تضع الأنثى بيوضها في مجموعات في شقوق الصخور أو الجدران أو في أكوام المواد العضوية المتفسخة. البيوض صغيرة أهليلجية بلون ضارب إلى البني، تفقس فيخرج منها يرقات صغيرة لونها يضرب إلى البياض لها محفظة رأسية سوداء، وفي مؤخرتها زوجان من الهلبات الطويلة الغامقة المميزة لهذا الجنس.

## السلوك والأهمية الطبية
تنتقل الفواصد بقفزات قصيرة نسبياً، وهي غير قادرة على الطيران الطويل. تنشط بعد غروب الشمس وفي الليل. في النهار ترتاح في أماكن ظليلة رطبة. تتغذى على رحيق الأزهار، إلاّ أن إناث أغلب أنواع الفواصد تحتاج إلى وجبة دم لينضح بيضها. تهاجم الإناث الحيوانات الفقارية، غالباً من الثدييات، أثناء نومها، وبذلك تساهم في نقل عدد من الأمراض، منها داء الليشمانيات وحمى الفواصد.